# Vital' Zacharaŭ
Vital' Heorhievič Zacharaŭ (in bielorusso Віталь Георгіевіч Захараў?; in russo Виталий Георгиевич Захаров?, Vitalij Georgevič Zacharov; Fergana, 18 dicembre 1968) è un ex schermidore bielorusso, specializzato nella spada. Ha vinto due medaglie di bronzo ai Campionati mondiali di scherma.